# Goya 1999
Die 13. Verleihung des Goya fand am 23. Januar 1999 im Palacio Municipal de Congresos in Madrid statt. Der spanische Filmpreis wurde in 25 Kategorien vergeben. Zusätzlich wurde ein Ehren-Goya verliehen. Als Gastgeberin führte die Schauspielerin Rosa Maria Sardà durch den Abend.

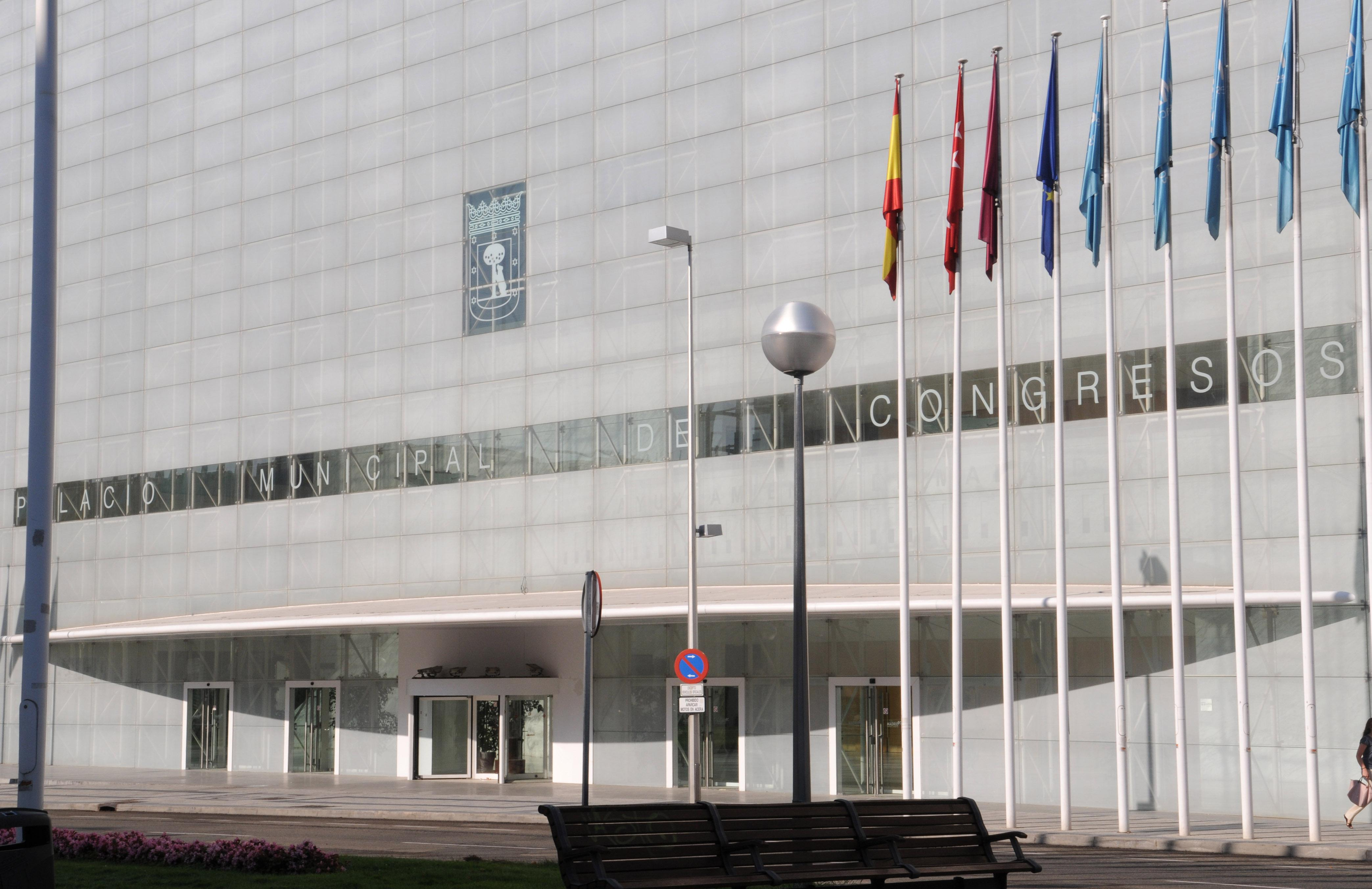
Der Palacio Municipal de Congresos, der Veranstaltungsort der Verleihung

## Gewinner und Nominierte
| Statistik (Filme mit mehr als einer Nominierung) N=Nominierung; A=Auszeichnung |    |   |
| Film                                                                           | N  | A |
| Das Mädchen deiner Träume                                                      | 18 | 7 |
| El abuelo                                                                      | 13 | 1 |
| Virtual Nightmare – Open Your Eyes                                             | 10 | 0 |
| Barrio                                                                         | 6  | 3 |
| La hora de los valientes                                                       | 6  | 1 |
| Mararía                                                                        | 5  | 1 |
| Los años bárbaros                                                              | 5  | 0 |
| Die Liebenden des Polarkreises                                                 | 4  | 2 |
| Torrente – Der dumme Arm des Gesetzes                                          | 3  | 2 |
| Mensaka                                                                        | 3  | 1 |
| P. Tinto’s Miracle                                                             | 2  | 1 |
| Tango                                                                          | 2  | 1 |

### Bester Film (Mejor película)
Das Mädchen deiner Träume (La niña de tus ojos) – Regie: Fernando Trueba
- Virtual Nightmare – Open Your Eyes (Abre los ojos) – Regie: Alejandro Amenábar
- El abuelo – Regie: José Luis Garci
- Barrio – Regie: Fernando León de Aranoa

### Beste Regie (Mejor dirección)
Fernando León de Aranoa – Barrio
- Alejandro Amenábar – Virtual Nightmare – Open Your Eyes (Abre los ojos)
- José Luis Garci – El abuelo
- Fernando Trueba – Das Mädchen deiner Träume (La niña de tus ojos)

### Beste Nachwuchsregie (Mejor dirección novel)
Santiago Segura – Torrente – Der dumme Arm des Gesetzes (Torrente, el brazo tonto de la ley)
- Salvador García Ruiz – Mensaka
- Luis Miguel Albaladejo – La primera noche de mi vida
- Javier Fesser – P. Tinto’s Miracle (El milagro de P. Tinto)

### Bester Hauptdarsteller (Mejor actor)
Fernando Fernán Gómez – El abuelo
- Gabino Diego – La hora de los valientes
- Antonio Resines – Das Mädchen deiner Träume (La niña de tus ojos)
- Eduardo Noriega – Virtual Nightmare – Open Your Eyes (Abre los ojos)

### Beste Hauptdarstellerin (Mejor actriz)
Penélope Cruz – Das Mädchen deiner Träume (La niña de tus ojos)
- Cayetana Guillén Cuervo – El abuelo
- Leonor Watling – La hora de los valientes
- Najwa Nimri – Die Liebenden des Polarkreises (Los amantes del Círculo Polar)

### Bester Nebendarsteller (Mejor actor de reparto)
Tony Leblanc – Torrente – Der dumme Arm des Gesetzes (Torrente, el brazo tonto de la ley)
- Jorge Sanz – Das Mädchen deiner Träume (La niña de tus ojos)
- Agustín González – El abuelo
- Francisco Algora – Barrio

### Beste Nebendarstellerin (Mejor actriz de reparto)
Adriana Ozores – La hora de los valientes
- Alicia Sánchez – Barrio
- Loles León – Das Mädchen deiner Träume (La niña de tus ojos)
- Rosa Maria Sardà – Das Mädchen deiner Träume (La niña de tus ojos)

### Bester Nachwuchsdarsteller (Mejor actor revelación)
Miroslav Táborský – Das Mädchen deiner Träume (La niña de tus ojos)
- Tristán Ulloa – Mensaka
- Ernesto Alterio – Los años bárbaros
- Javier Cámara – Torrente – Der dumme Arm des Gesetzes (Torrente, el brazo tonto de la ley)

### Beste Nachwuchsdarstellerin (Mejor actriz revelación)
Marieta Orozco – Barrio
- Violeta Rodríguez – Cosas que dejé en La Habana
- María Esteve – Rette mich, wer kann (Nada en la nevera)
- Goya Toledo – Mararía

### Bestes Originaldrehbuch (Mejor guion original)
Fernando León de Aranoa – Barrio
- Julio Medem – Die Liebenden des Polarkreises (Los amantes del Círculo Polar)
- Alejandro Amenábar und Mateo Gil – Virtual Nightmare – Open Your Eyes (Abre los ojos)
- Rafael Azcona, David Trueba, Miguel Ángel Egea und Carlos López – Das Mädchen deiner Träume (La niña de tus ojos)

### Bestes adaptiertes Drehbuch (Mejor guion adaptado)
Luis Marías – Mensaka
- José Luis Garci und Horacio Valcárcel – El abuelo
- Carlos Álvarez und Antonio José Betancor – Mararía
- Fernando Colomo, José Ángel Esteban, Carlos López und Nicolás Sánchez Albornoz – Los años bárbaros

### Beste Produktionsleitung (Mejor dirección de producción)
Angélica Huete – Das Mädchen deiner Träume (La niña de tus ojos)
- Emiliano Otegui – Virtual Nightmare – Open Your Eyes (Abre los ojos)
- Mikel Nieto – La hora de los valientes
- Luis María Delgado und Valentín Panero – El abuelo

### Beste Kamera (Mejor fotografía)
Juan Ruiz Anchía – Mararía
- Raúl Pérez Cubero – El abuelo
- Javier Aguirresarobe – Das Mädchen deiner Träume (La niña de tus ojos)
- Vittorio Storaro – Tango

### Bester Schnitt (Mejor montaje)
Iván Aledo – Die Liebenden des Polarkreises (Los amantes del Círculo Polar)
- Carmen Frías – Das Mädchen deiner Träume (La niña de tus ojos)
- María Elena Sáinz de Rozas – Virtual Nightmare – Open Your Eyes (Abre los ojos)
- Miguel González Sinde – El abuelo

### Bestes Szenenbild (Mejor dirección artística)
Gerardo Vera – Das Mädchen deiner Träume (La niña de tus ojos)
- Félix Murcia – Mararía
- Wolfgang Burmann – Virtual Nightmare – Open Your Eyes (Abre los ojos)
- Gil Parrondo – El abuelo

### Beste Kostüme (Mejor diseño de vestuario)
Lala Huete und Sonia Grande – Das Mädchen deiner Träume (La niña de tus ojos)
- Gumersindo Andrés – El abuelo
- Mercè Paloma – A los que aman
- Javier Artiñano – La hora de los valientes

### Beste Maske (Mejor maquillaje y peluquería)
Gregorio Ros und Antonio Panizza – Das Mädchen deiner Träume (La niña de tus ojos)
- Paca Almenara, Colin Arthur und Silvie Imbert – Virtual Nightmare – Open Your Eyes (Abre los ojos)
- Cristóbal Criado und Alicia López – El abuelo
- Mercedes Guillot und José Quetglás – Los años bárbaros

### Beste Spezialeffekte (Mejores efectos especiales)
Raúl Romanillos und Félix Berges – P. Tinto’s Miracle (El milagro de P. Tinto)
- Reyes Abades, Alberto Esteban und Aurelio Sánchez Herrera – Virtual Nightmare – Open Your Eyes (Abre los ojos)
- Alfonso Nieto und Emilio G. Ruiz – Das Mädchen deiner Träume (La niña de tus ojos)
- Juan Ramón Molina und Alfonso Nieto – La hora de los valientes

### Bester Ton (Mejor sonido)
Jorge Stavropulos, Carlos Faruolo und Alfonso Pino – Tango
- José Antonio Bermúdez, Antonio García und Diego Garrido – El abuelo
- José Vinader – Los años bárbaros
- Patrick Ghislain, Daniel Goldstein und Ricardo Steinberg – Virtual Nightmare – Open Your Eyes (Abre los ojos)
- Dominique Hennequin, Santiago Thévenet und Pierre Garnet – Das Mädchen deiner Träume (La niña de tus ojos)

### Beste Filmmusik (Mejor música original)
Alberto Iglesias – Die Liebenden des Polarkreises (Los amantes del Círculo Polar)
- Juan Bardem – Los años bárbaros
- Antoine Duhamel – Das Mädchen deiner Träume (La niña de tus ojos)
- Pedro Guerra – Mararía

### Bester Kurzfilm (Mejor cortometraje de ficción)
Un día perfecto – Regie: Jacobo Rispa
- Viaje a la luna – Regie: Manel Artigas
- Génesis – Regie: Nacho Cerdà
- Patesnak, un cuento de Navidad – Regie: Iñaki Elizalde
- Rufino – Regie: Octavi Masia

### Bester Dokumentarkurzfilm (Mejor cortometraje documental)
Confluencias – Regie: Pilar García Elegido

### Bester Animationsfilm (Mejor película de animación)
¡Qué vecinos tan animales! – Regie: Maite Ruiz de Austri
- Ahmed, el principe de la Alhambra – Regie: Juan Bautista Berasategi

### Bester europäischer Film (Mejor película europea)
Der Boxer (The Boxer), Irland – Regie: Jim Sheridan
- Der Dieb (Вор), Russland/Frankreich – Regie: Pawel Grigorjewitsch Tschuchrai
- Aprile, Italien – Regie: Nanni Moretti
- Marius und Jeannette – Eine Liebe in Marseille (Marius et Jeannette), Frankreich – Regie: Robert Guédiguian

### Bester ausländischer Film in spanischer Sprache (Mejor película extranjera de habla hispana)
El faro del sur, Argentinien – Regie: Eduardo Mignogna
- Amaneció de golpe, Venezuela – Regie: Carlos Azpúrua
- De noche vienes, Esmeralda, Mexiko – Regie: Jaime Humberto Hermosillo
- Kleines Tropikana (Tropicanita), Kuba – Regie: Daniel Díaz Torres

## Ehrenpreis (Goya de honor)
- Rafael Alonso, spanischer Schauspieler